# Чарушин Іван Аполлонович
Іван Аполлонович Чарушин (рос. Иван Аполлонович Чарушин; 24 лютого (8 березня) 1862 — 29 липня 1945) — російський інженер-архітектор, архітектор-художник першого ступеня (1890). Батько письменника і художника Є. І. Чарушина.

## Біографія
Народився у 1862 році в місті Орлов, Вятська губернія, Російська імперія. Рідний брат М. А. Чарушина.
У 1873 році закінчив Орловське повітове училище, після якого в 1884 році вступив до Петербурзької академії мистецтв, після закінчення якої із золотою медаллю в 1888 році отримав звання архітектора-художника третього ступеня. З 1890 по 1893 рік працював на острові Сахалін інженером-архітектором. У 1893 році працював у Вятці, спочатку — виконуючим обов'язки губернського архітектора, а з 1896 року — губернським архітектором.
У 1896—1907 роках будував Собор святого Архістратига Михаїла в Іжевську, в якому об'єднав кілька типів об'ємно-планувальних рішень, і котрий згодом вважав своїм найкращим творінням.
За часів радянської влади працював на посаді архітектора — завідувача будівельним відділом Вятського губернського раднаргоспу, на посаді голови Вятського губернського комітету у справах музеїв і охорони пам'яток мистецтва, старовини і природи, був призначений заступником начальника губернського будівельного контролю, завідував проектною майстернею Кіровської міськради.

### Творчий внесок
У 1919 році йому довірили створення першого у Вятці пам'ятника-обеліска загиблим революціонерам, а на початку 1923 року Іван Чарушин спроектував постамент пам'ятника народовольцю С. М. Халтуріну в губернському центрі. У 1930-ті роки Іван Аполлонович брав участь у ключових архітектурних проектах Вятки: спроектував літній театр в парку ім. С. М. Халтуріна (1934), Центральний готель (1937) й елітний будинок для співробітників НКВС (1937). Всього за свою піввікову архітектурну діяльність І. А. Чарушин спроектував понад 500 будівель і споруд на території колишньої Вятської губернії, з яких близько третини знаходиться на території сучасної Удмуртії. Чарушин побудував (іноді в співавторстві з іншими архітекторами) 67 кам'яних і 98 дерев'яних церков, в тому числі 53 в Удмуртії.

### Останні роки життя
Перед Німецько-радянською війною він практично відійшов від архітектурної діяльності і в 1940 році виїхав на постійне місце проживання до Ленінграда, де проживали його сини. Однак відразу після початку війни сім'я Чарушиних повернулася до Кірова, де Іван Аполлонович і провів останні роки життя. У цей час він вів активну громадську діяльність в місцевому відділенні Спілки архітекторів СРСР і користувався певними привілеями з боку колег і місцевої влади.
Помер 29 липня 1945 року в Кірові в віці 83 років. Після його смерті був опублікований розлогий некролог в газеті «Кіровська правда». Громадська панахида була проведена в Кіровському обласному художньому музеї, після чого він був з почестями похований на Лобановському кладовищі Кірова. Згодом на могилі був встановлений пам'ятник авторства скульптора М. М. Кошкіна.

## Нагороди та звання
У 1890 році отримав звання архітектора-художника першого ступеня. Нагороджений орденами Святої Анни третього ступеня та Імператорський орден Святого Рівноапостольного князя Володимира четвертого ступеня. 

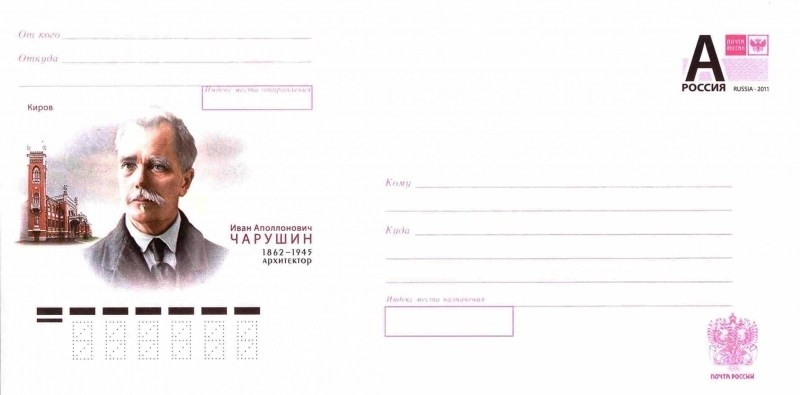
Поштовий конверт Росії, 2012 рік
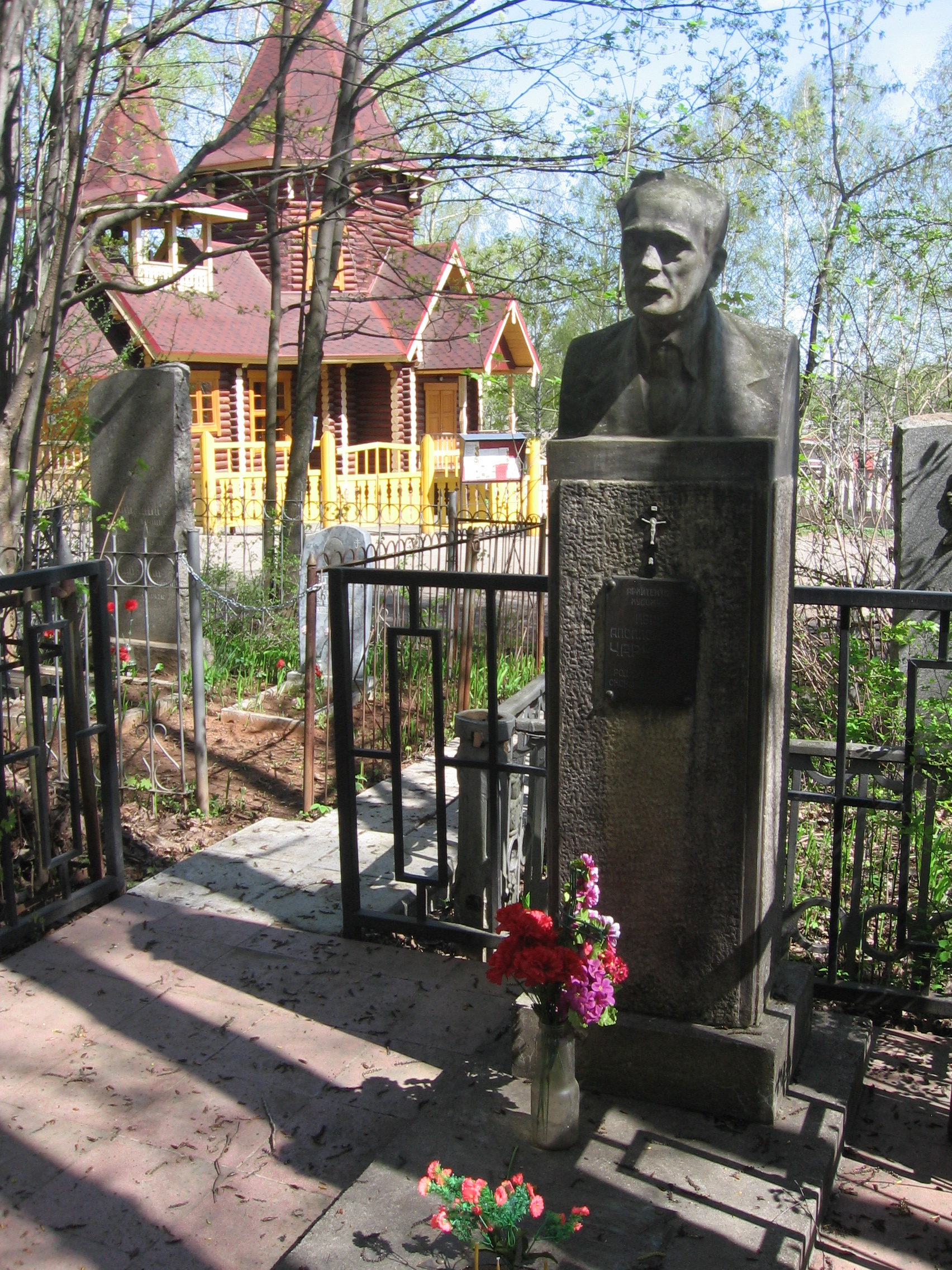
Могила І. А. Чарушина на Лобановському кладовищі Кірова
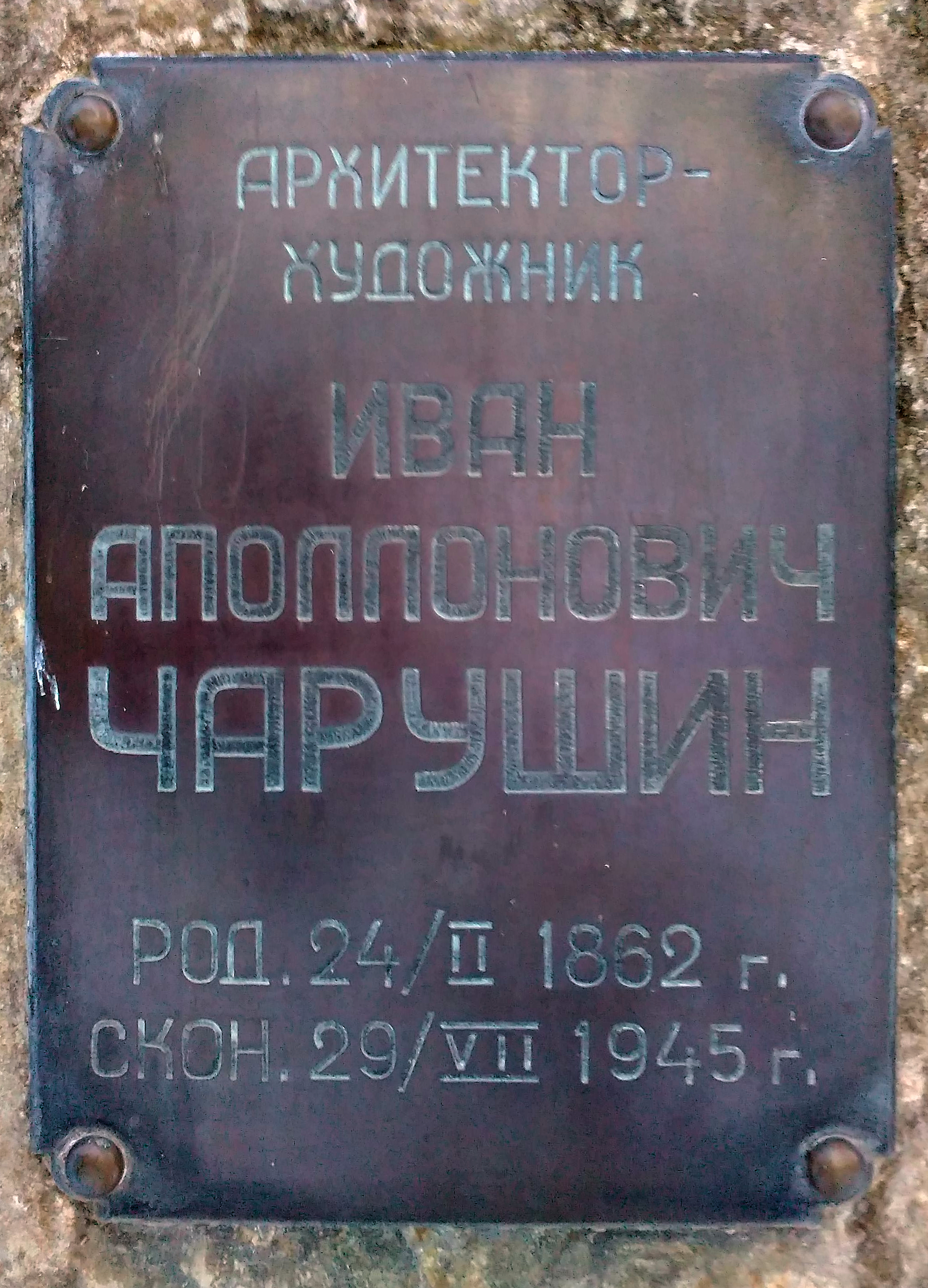
Пам'ятна табличка на могилі

## Роботи архітектора

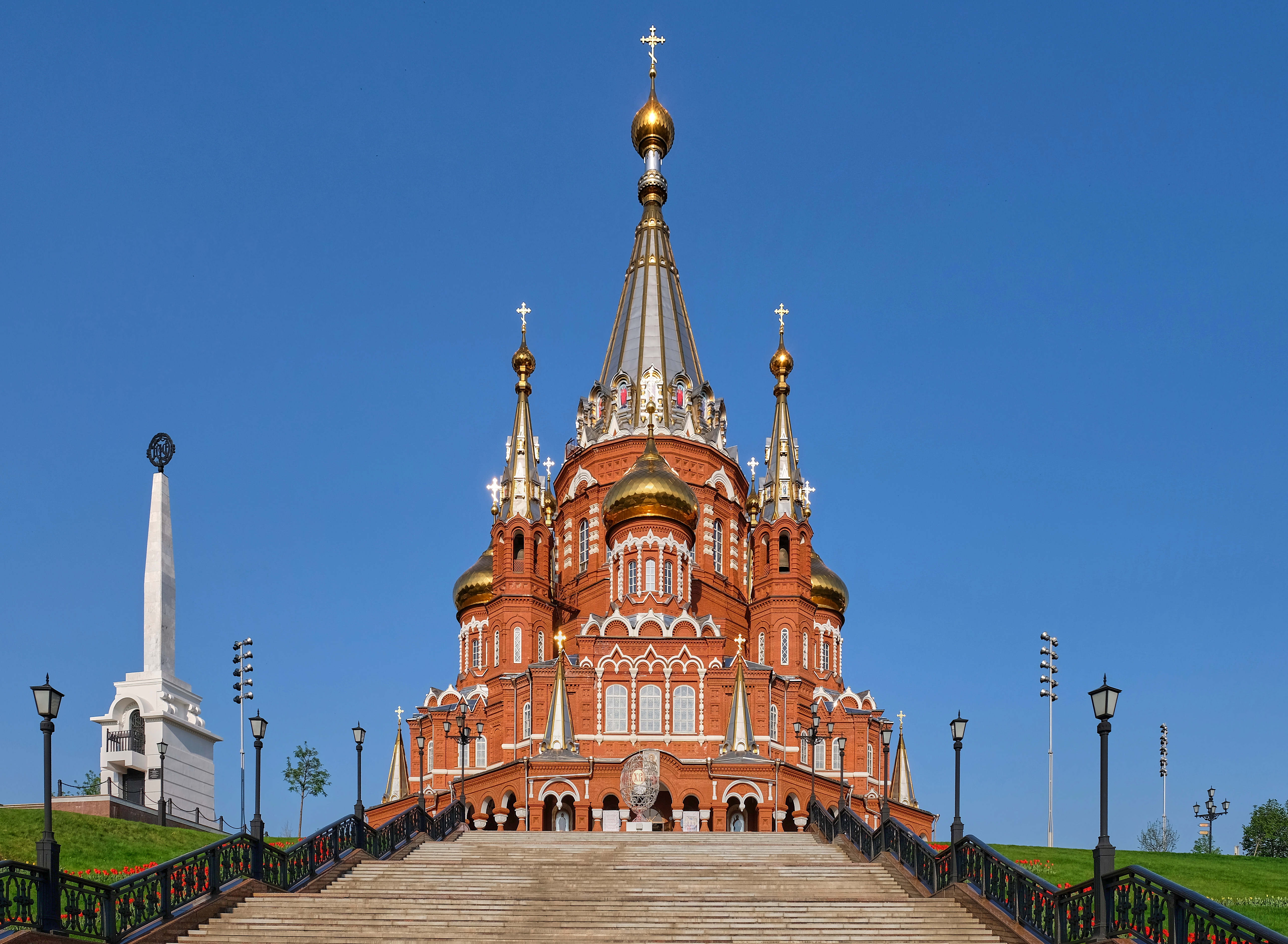
Собор святого Архістратига Михаїла в Іжевську (на фото відновлений після руйнування храм)
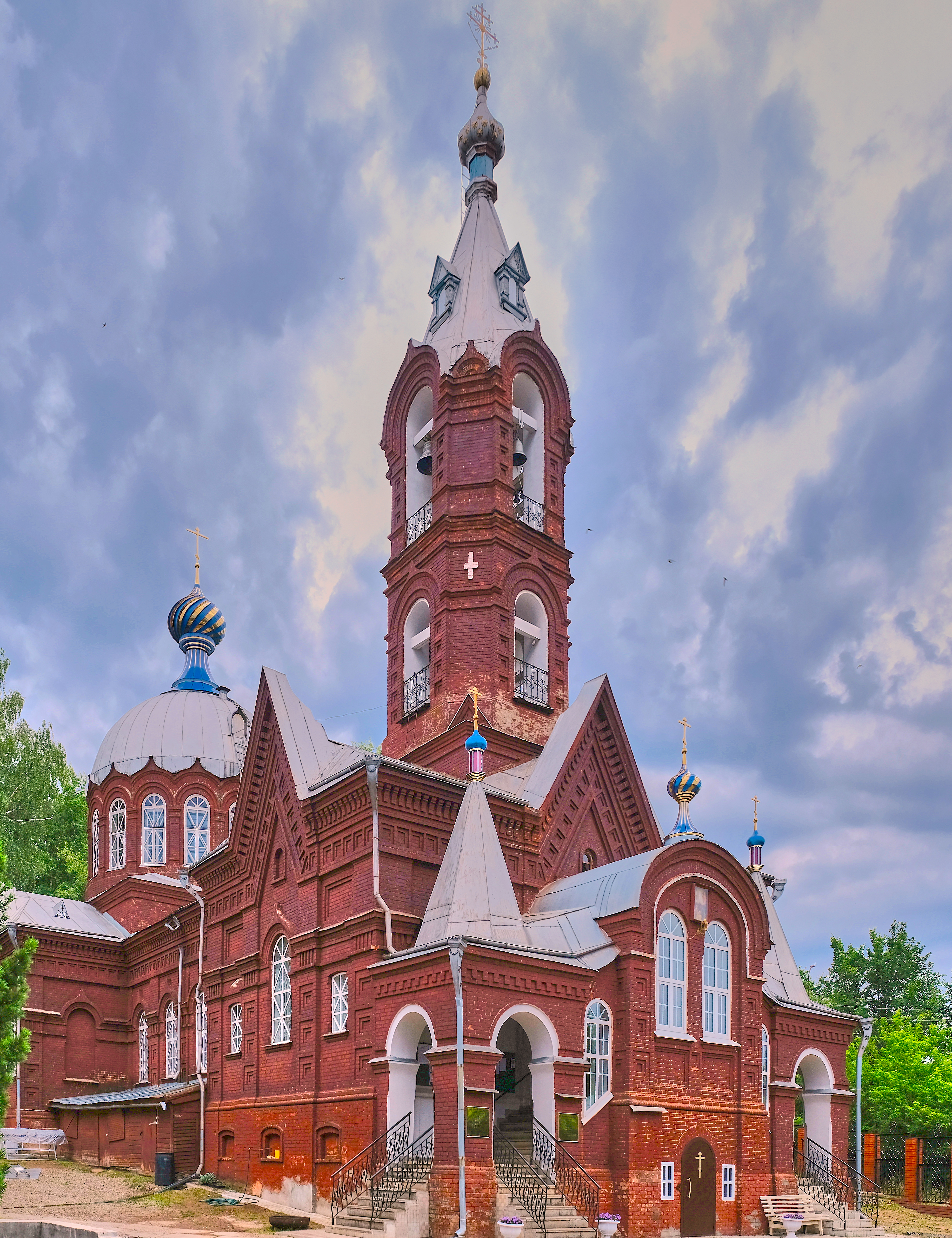
Спасо-Преображенська церква у Воткінську
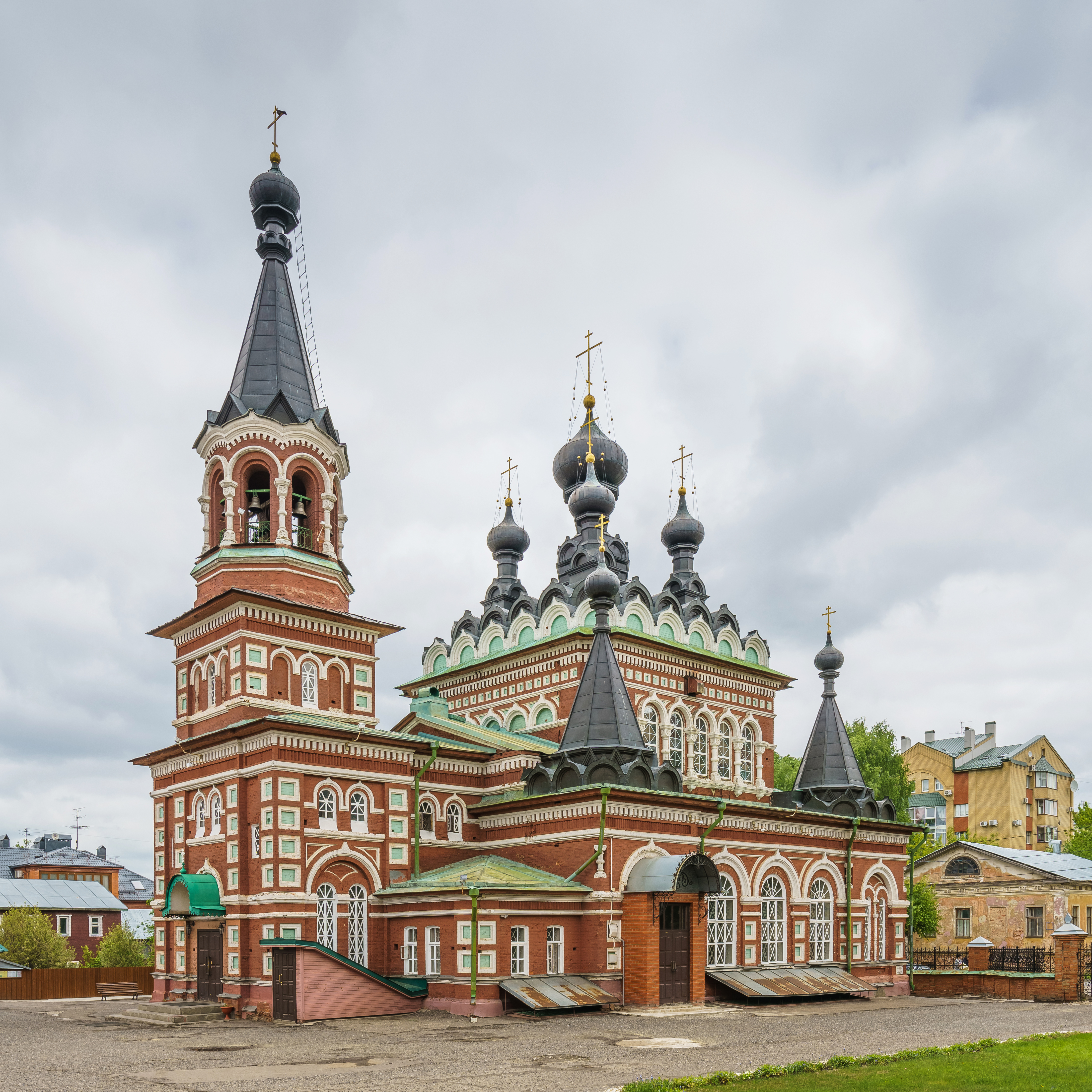
Церква Серафима Саровського (Кіров)
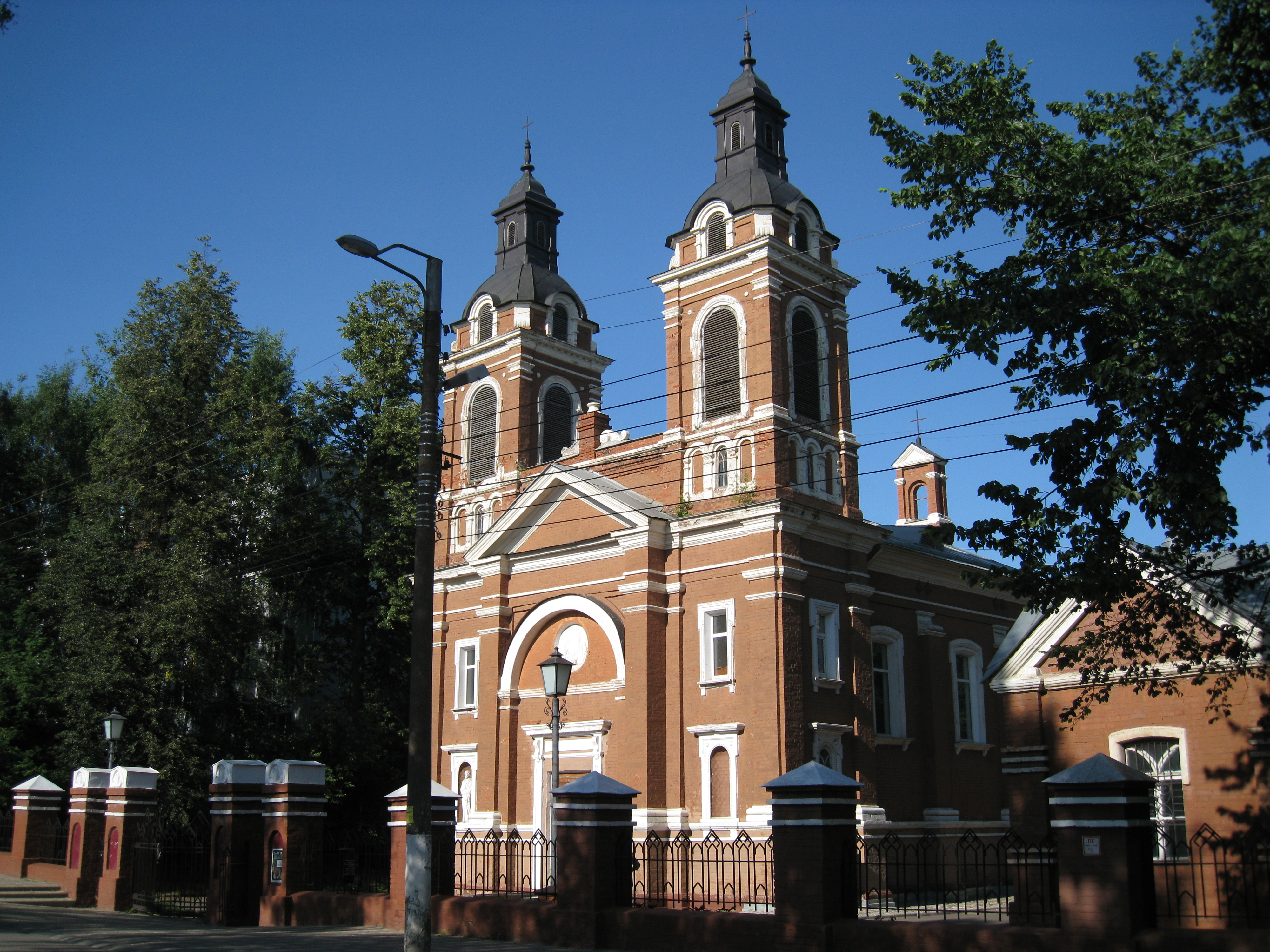
Олександрівський костел (будівництво під керівництвом І. А. Чарушина, 1903 р.)
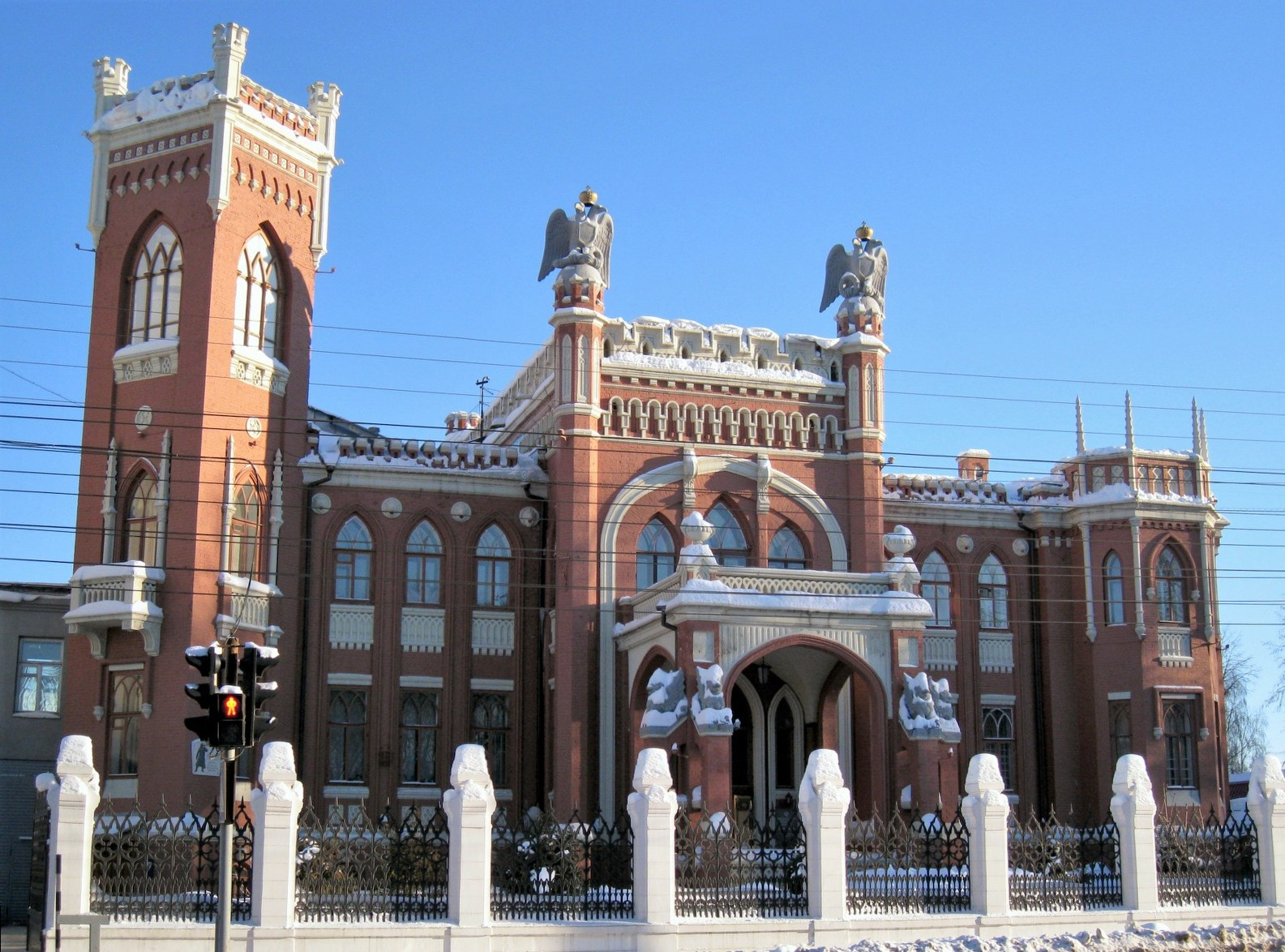
Будинок купця Т. Ф. Буличова (1911, Кіров)
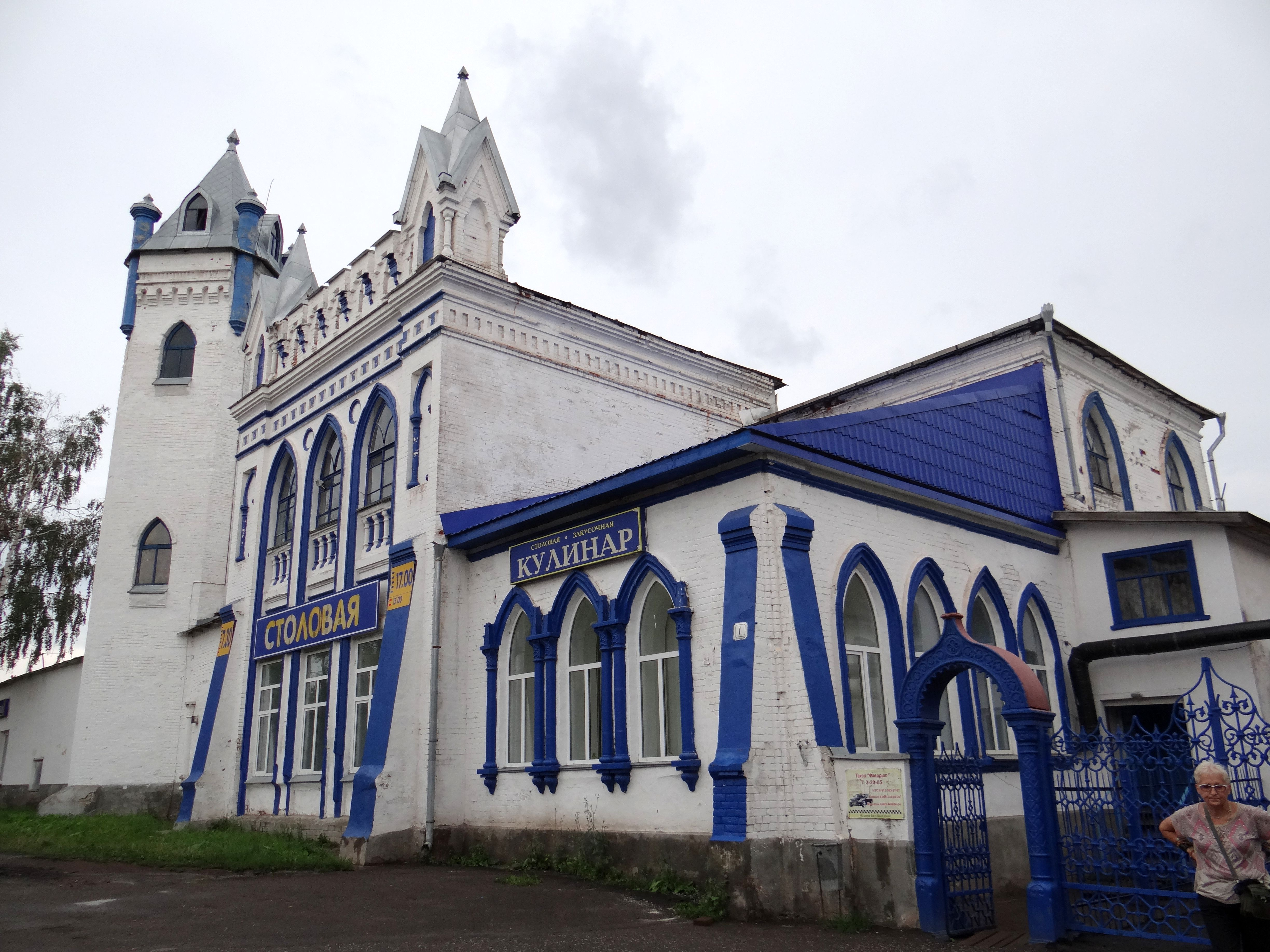
Особняк купця Вахрушева (Кіровська область)